# NGC 7052
NGC 7052 ist eine elliptische Radiogalaxie vom Hubble-Typ E5 im Sternbild Fuchs am Nordsternhimmel. Sie ist schätzungsweise 219 Millionen Lichtjahre von der Milchstraße entfernt und hat einen Durchmesser von etwa 130.000 Lj.
Das Objekt wurde am 10. September 1784 von dem Astronomen William Herschel mit seinem 18,7-Zoll-Spiegelteleskop entdeckt und später von Johan Dreyer in seinen New General Catalogue aufgenommen.